# 釘町みやび
釘町 みやび（くぎまち みやび、1992年1月20日-）は、日本の女優・グラビアアイドル・モデル・タレント。
愛称は“みーちゃん”
愛知県出身。ガールズグループ めたもるふぉーぜ (旧 FOR-Z.GX) リーダー。担当カラーは紫。

## 人物
- 特技：美味しそうに食べる、板割り、歌
- 趣味：愛犬のお世話、ゲーム全般（サバゲー、クレーンゲーム、音ゲー）、食べること
- 長所：超絶ポジティブ
- 短所：負けず嫌い、野菜嫌い
- 日本クレーンゲーム協会　クレーンゲーム達人検定保持者

## YouTube
- 2019年6月　個人チャンネル開設 - 「みやびちゃんねる」
- 2020年1月　めたもるふぉーぜ「めたふぉちゃんねる」開設 - リーダー
- 2020年6月　個人チャンネル再始動
- 2021年7月　「Cute Girls TV」 - 新MC

## 出演

### テレビ
- 2016年10月-1月　スカパー「すいたんすいこうのサバイバルミュージック」 - レギュラー出演
- 2017年10月29日　テレビ東京「モヤモヤさまぁ～ず2」 - 川崎市・溝の口周辺編　出演
- 2018年1月-4月　TOKYO MX 「東京オーディション(仮)[2]」 - イイね！ガールズ　レギュラー出演
- 2019年4月　テレビ東京、Paravi ドラマ「癒されたい男[3]」 - 11話　グラビアシーン出演[4]
- 2019年5月　千葉テレビ 「ダイヤモンド☆コレクション」ドラマコーナー「木陰の女たち」 - 2話、3話　鰐淵茉希 役
- 2019年5月7日　千葉テレビ「MUSE9」 - ゲスト出演
- 2019年7月14日、9月15日　千葉テレビ「ぶい！ちーばー！！」 - 2話、11話　ゲスト出演[5][6]

### CM
- 2018年9月　ジョージア 「失敗させろ編[7]」 - OL役

### ウェブ番組
- 2018年7月～　Yahoo!ショッピングLIVE、YouTube Live 「クルーズTV[8]」 - メインMC
- 2018年9月6日-2019年1月31日　下北FM 「素敵曜日！ナイトスクーる。」[9] - レギュラー出演
- 2019年1月　Abema TV FRESH! 、Yahoo!ショッピングLIVE「釘町みやびのMIMIMIタイム[8]」 - メインMC
- 2019年2月8日-5月28日　下北FM、YouTubeチャンネル「クルーズTV」[10] 内番組　「みーちゃんみお王国」[11] - メインMC
- 2019年3月7日　下北FM、YouTube Live 「素敵曜日！クルーズTV？！」 - ゲスト出演
- 2019年5月～　配信型ショッピングアプリ「CHECK」 - 出演[12][13][14][15]
- 2019年6月1日　渋谷クロスFM 「渋谷ハイカルチャー」 - ゲスト出演[16]
- 2019年7月2日～　YouTubeチャンネル「クルーズTV」[10] 内番組　「釘町みやびのクルーズパーティー」 - メインMC
- 2019年7月18日　YouTubeチャンネル「クルーズTV」[10] 内番組 「肥川彩愛のLOVE GET YOU」 - ゲスト出演[17]
- 2019年7月24日　SHOWROOM 「木曜日よりの使者」 - ゲスト出演[18]
- 2019年8月30日　FRESH LIVE キューブプロダクトチャンネル 「新まるまる王国」[19] - ゲスト出演[20]
- 2019年11月11日　SHOWROOM 「ミソシタの個室バンザイ」[21] - 大型企画 「バーチャル＆リアル合コン」[22] ゲスト出演
- 2019年11月17日　SHOWROOM 「ミソシタの個室バンザイ」[21] - ゲスト出演
- 2019年11月26日　自由が丘FMTV 「シネマッツンの今日もシネnight」 - ゲスト出演[23]
- 2020年2月13日～　自由が丘FMTV 「わんだふるふぉーぜ」 - メインパーソナリティ

### YouTube
- 2016年3月20日　Ryosuke Komatsu 「自主制作映画　『あなた色の写真』」 - 出演
- 2017年6月16日　moviecollectionjp 「ミス「ビジュアルウェブS」2017はこの3人！」 - 出演
- 2017年6月23日　moviecollectionjp 「レッサーパンダものまね披露！ 釘町みやび（小学館 ミス「ビジュアルウェブS」2017 準グランプリ）mp4」 - 出演
- 2018年9月29日　おひとり様カラオケ専門店「ワンカラ」ch 「美脚美女【ミス湘南】がカラオケを楽しむ新規キャンペーン」 - 出演
- 2018年10月1日　癒しの空間心 「酸素カプセル導入しました。　よもぎ蒸しやゲルマニウム温浴のコンテンツもあります♪」 - 出演
- 2019年7月29日　フレッシュチャンネル - Fresh!撮影会 - 「【Fresh!×100人のグラビア美女】華やかなプール撮影会の世界を大公開！Fresh!撮影会イベントダイジェスト｜特別編」 - 出演
- 2019年8月19日　来栖うさこ 「【グラビア】ポニーテールとシュシュ 踊ってみた【AKB48】」 - 出演
- 2019年10月25日　ピアドルチャンネル 「2019年10月25日発売「夕刊フジ～週刊ピアドル通信～」」 - 出演
- 2019年11月10日　来栖うさこ 「Tell Your World踊ってみた【来栖うさこ×釘町みやび】」 - 出演
- 2019年11月15日　ピアドルチャンネル「2019年11月15日発売「夕刊フジ～週刊ピアドル通信～」」 - 出演
- 2019年11月28日　ピアドルチャンネル 「2019年11月28発売「最新版　流出封印映像MAX　vol.15 ～FOCUSピアドル～」」 - 出演
- 2019年12月20日　ピアドルチャンネル 「2019年12月20日発売「夕刊フジ～週刊ピアドル通信～」」 - 出演
- 2020年1月8日　来栖うさこ 「太陽系デスコ踊ってみた【来栖うさこ×釘町みやび】」 - 出演
- 2020年1月11日　ピアドルチャンネル 「2020年1月11日発売「新春芸能界お宝マシマシ　ハプニング伝説～FOCUSピアドル～」」 - 出演
- 2020年2月3日　十影堂オフィシャル 「【CM】ぞくり　怪談夜話　投稿実話物語　嫌CM」 - 出演
- 2020年2月9日　高野政所 「街頭技巧　ストリートテクニック　トーク ＠ミソシタの新宿ロフトプラスワンバンザイ」 - 出演
- 2020年2月20日　週刊大衆&日刊大衆【公式】 「グラドル16人とお酒を飲んでいるかのように思える動画」 - 出演
- 2020年3月7日　ピアドルチャンネル 「2020年3月7日発売「 キスカ ～ FOCUSピアドル ～」」 - 出演
- 2020年3月14日　グラビアアイドル大集合『セクシーバトルロワイヤル』 「【自己紹介】セクシーバトルロワイヤル」 - 出演
- 2020年3月18日　グラビアアイドル大集合『セクシーバトルロワイヤル』 「【検証】グラビアアイドルが柔軟にチャレンジ！3本目で早くも配信ギリギリ！」 - 出演
- 2020年3月23日　ピアドルチャンネル 「2020年3月23日発売「ヤングマガジン ～ FOCUSピアドル ～」」 - 出演
- 2020年3月25日　グラビアアイドル大集合『セクシーバトルロワイヤル』 「【早くも神回】スクワットがエロすぎた」 - 出演
- 2020年3月26日　来栖うさこ 「惑星ループ踊ってみた【来栖うさこ×釘町みやび】ぽめぽめ隊」 - 出演
- 2020年3月27日　グラビアアイドル大集合『セクシーバトルロワイヤル』 「【放送事故？】ブリッジしたらやばいものが見えた？」 - 出演
- 2020年4月3日　グラビアアイドル大集合『セクシーバトルロワイヤル』 「【罰ゲームあり】フラフープ対決」 - 出演
- 2020年4月9日　グラビアアイドル大集合『セクシーバトルロワイヤル』「【セクシーすぎる！】片足手押し相撲」 - 出演
- 2020年4月11日　グラビアアイドル大集合『セクシーバトルロワイヤル』「【いたずら炸裂】目隠し片足し立ち対決」 - 出演
- 2020年4月17日　グラビアアイドル大集合『セクシーバトルロワイヤル』「【いざ勝負！】二重とび対決」 - 出演
- 2020年4月23日　グラビアアイドル大集合『セクシーバトルロワイヤル』「筋肉フェチ必見！腕立て対決」 - 出演
- 2020年4月25日　RAVA塾 「RAVE☆塾　【自己紹介】釘町みやび」 - 出演
- 2020年4月30日　グラビアアイドル大集合『セクシーバトルロワイヤル』 「【敏感】感度高すぎる女の子の耳に息を吹きかけてみた！vol,2」 - 出演
- 2020年5月2日　グラビアアイドル大集合『セクシーバトルロワイヤル』 「【尻文字対決】勝つのは誰だ！」 - 出演
- 2020年5月14日　Alpha Umbrella 「大至急！この女性が多摩川の水を飲まなきゃイケナイ理由【地震】」 - 出演
- 2020年5月15日　グラビアアイドル大集合『セクシーバトルロワイヤル』「正座対決　第２弾！」 - 出演
- 2020年5月19日　来栖うさこ 「如月アテンション踊ってみた【来栖うさこ×釘町みやび】ぽめぽめ隊」 - 出演
- 2020年5月30日　来栖うさこ 「11周年 magnet踊ってみた【来栖うさこ×釘町みやび】ぽめぽめ隊🐶」 - 出演
- 2020年6月4日　剣道三段五段 「現役アイドルとまさかのライブ配信！「めたもるふぉーぜ」釘町みやびさんが登場！｜剣道三段五段のべしゃり稽古！｜2020年6月4日」 - 出演
- 2020年6月7日　来栖うさこ 「イェイ!イェイ!イェイ!踊ってみた🦁🐼【来栖うさこ×釘町みやび】ぽめぽめ隊🐶」 - 出演
- 2020年6月9日　来栖うさこ 「【踊ってみたメイキング】イェイ！イェイ！イェイ！【来栖うさこ×釘町みやび】」 - 出演
- 2020年7月1日　来栖うさこ 「海で水着👙踊ってみたメイキング【チュッ！夏パ〜ティ】」 - 出演
- 2020年7月3日　来栖うさこ 「【未使用シーン公開】チュ！夏パ〜ティ踊ってみた【来栖うさこ×釘町みやび】」 - 出演
- 2020年7月25日　禁断ボーイズ 「【奇跡のインスタ映え】グラビアアイドル専属の水しぶき職人やってみた」 - 出演
- 2020年7月28日　来栖うさこ 「ドラマツルギー踊ってみた【来栖うさこ×釘町みやび×抹茶らて利休】」 - 出演
- 2020年８月6日　tabi-chingTV【ソロキャンプ】 「【ソロキャンプ女子】湖畔キャンプ場で夏を満喫！初心者」 - 出演
- 2020年８月13日　来栖うさこ 「まっさらブルージーンズ踊ってみた。【来栖うさこ×釘町みやび】」 - 出演
- 2020年8月15日　来栖うさこ 「カゲロウデイズ踊ってみた【来栖うさこ×釘町みやび】8月15日午後12時半くらい」 - 出演
- 2020年8月16日　来栖うさこ 「【踊ってみたメイキング】カゲロウデイズやるよ！【来栖うさこ×釘町みやび】」 - 出演
- 2020年8月18日　来栖うさこ 「【メイキング】頭がおかしくなりながらも、まっさらブルージーンズ踊った【来栖うさこ×釘町みやび】」 - 出演
- 2020年8月19日　来栖うさこ 「本家MIXカゲロウデイズ踊ってみた【来栖うさこ×釘町みやび】」 - 出演
- 2020年9月8日　来栖うさこ 「🍒チェリボム🍒踊ってみた【来栖うさこ×釘町みやび】」 - 出演
- 2020年9月9日　来栖うさこ 「【メイキング】🍒チェリボム🍒を踊ったよ【来栖うさこ×釘町みやび】」 - 出演
- 2020年9月17日　来栖うさこ 「【BLバージョン?!】チェリボム🍒踊ってみた【来栖うさこ×釘町みやび】」 - 出演
- 2020年9月21日　来栖うさこ 「5ヶ月ぶりの🪐惑星ループ🪐踊れるかな?【来栖うさこ×釘町みやび】」 - 出演
- 2020年11月7日　tabi-chingTV【ソロキャンプ】 「【ソロキャンプ女子】 女子が作るキャンプ飯 🔥焚き火とスキレットでチーズリゾット⛺」 - 出演
- 2020年11月8日　tabi-chingTV【ソロキャンプ】 「【温泉女子】貸し切り日帰り混浴温泉 奥飛騨温泉郷 釘町みやび 超絶景 onsen」 - 出演
- 2021年1月29日　ゲス江だって人間だもの 「足裏が好きな女の子　釘町みやび」 - 出演
- 2021年2月1日　  ゲス江だって人間だもの 「ブラシのくすぐり比較 釘町みやび」 - 出演
- 2021年2月4日　  ゲス江だって人間だもの 「ブラシのくすぐり比較　足裏編　 釘町みやび」 - 出演
- 2021年2月19日　ゲス江だって人間だもの 「足裏生放送やります。釘町みやび　ねずみこ」 - 出演
- 2021年2月21日　ゲス江だって人間だもの 「電マ（電動マッサージ機）でマッサージをするだけの動画　釘町みやび」 - 出演
- 2021年3月3日　  Ms NEWS TV 「【エムズニュースTV】モデルやタレントとして活躍する「釘町みやび」さんが仕事や日常について語る」 - 出演
- 2021年3月3日　  Ms NEWS TV 「【エムズニュースTV】釘町みやびさんの日常や素顔をツッコんでみた♪」 - 出演
- 2021年3月20日　けごまひチャンネル 「【くすぐり】グラビアアイドル釘町みやびさんをくすぐってみたw :前編」 - 出演
- 2021年3月30日　けごひまチャンネル 「【くすぐり】グラビアアイドル釘町みやびをくすぐってみたw 後編」 - 出演
- 2021年5月5日　  東京Lily 「【釘町みやび】自己紹介 2021年5月3日 東京Lilyセッション撮影会」 - 出演
- 2021年5月21日　けごまひチャンネル 「【くすぐり】釘町みやびさんの足裏をくすぐってみたw」 - 出演
- 2021年6月28日　ゲス江だって人間だもの 「舌のトレーニング！　釘町みやび」 - 出演
- 2021年7月25日　Cute Girls TV 「【本格始動】MCは足フェチ系YouTuber？！可愛い女の子を集める最強のチャンネル始動【撮影会風】」 - 出演
- 2021年8月8日　  ピアドルチャンネル 「2021年8月8日発売「デイリースポーツ～大人のピアドル通信～」」 - 出演

### VTuber
- 2019年11月12日　いろはにぽぺと監修ボードゲーム 「不思議の国のアリス」 - ハートの女王 役[24]
- 2019年11月9日　「コンプティーク」12月号 - インタビュー記事見開き2ページ掲載
- 2020年1月4日　　「ハートの女王」こと「ロゼ女王」命名[25]
- 2020年11月1日～　キャラライブアプリ「IRIAM」にてライブ配信スタート

### ラジオ
- 2018年4月-10月 渋谷ラジオtokyo 「釘町みやびのサタデーはらぺこフィーバー」 - メインパーソナリティ
- 2018年9月6日-2019年1月31日　下北FM 「素敵曜日！ナイトスクーる。[26]」 - レギュラー出演
- 2019年3月7日　下北FM、YouTube Live 「素敵曜日！クルーズTV？！」 - ゲスト出演
- 2019年6月1日　渋谷クロスFM 「渋谷ハイカルチャー」 - ゲスト出演[16]

### 舞台
- 2018年8月8-11日　DangerousBox[27] 本公演 「大脚色[28]」 - 和美 役[29]
- 2020年10月16-25日　Rava塾「Peace of Clan 〜七星のシンフォニア〜[30]」 - 布施まどか 役

### 映画
- 2016年3月　 短編映画 「あなた色の写真[31]」 - 主演
- 2017年7月　 我修院達也監督短編映画 「グッバイマイホーム[32]」 - 伊佐トモミ 役、挿入歌
- 2019年12月　「恐怖の配信物語 ～呪われた3編～」
- 2020年1月 　「ぞくり。怪談夜話 投稿実話物語 嫌」【塗る[33]】 - 主演
- 2020年3月　 「ぞくり。怪談夜話 投稿実話物語 恨」【肝試し[34]】 - 幽霊 役

### イベント
- 2017年6月　東京ボーイズコレクション[35] - 出演
- 2018年4月-12月　J-NETWORK KICKBOXING GIRLS（JKG） - ラウンドガール[36]
- 2018年9月20-23日　「TOKYO GAME SHOW 2018[37]」  ソニー・インタラクティブエンタテインメントブース 「Days Gone」 - アテンドコンパニオン
- 2018年10月2日 マイナビBLITZ赤坂 〜萌えこれ学園文化祭〜第1部 「萌えこれ学園単独公演直前ライブイベント＆クルーズTV ファションショー」 - モデル＆MC出演
- 2019年5月3日　「東京ストリートコレクション」（TSC） - 出演 (MixChannel アイドル枠グランプリ)
- 2019年9月12-15日　「TOKYO GAME SHOW 2019[38]」  ソニー・インタラクティブエンタテインメントブース - アテンドコンパニオン
- 2019年10月1日　「プロレスリングFREEDOMS旗揚げ10周年記念大会」 - ラウンドガール[39][40]
- 2019年10月16日　トークイベント 「Soul Kitchen “Gumbo! the Oldies”」 - ゲスト出演
- 2019年10月26-27日　シタマチハロウィン2019 - 総合司会、ライブ出演 (FOR-Z.GX)
- 2019年11月11日　harevutaiオープニングフェス 「ミソシタの個室バンザイ公開配信SP」 - 出演
- 2019年11月11日　VTuber ミソシタ企画「バーチャル＆リアル合コン」 - ゲスト出演[22]
- 2019年11月13日　大塚トークバラエティ 「ツインテール vol.１」 - ゲスト出演
- 2020年1月11日　「東京オートサロン2020」 - イベントコンパニオン
- 2020年2月1日　VTuber ミソシタ企画「ミソシタの新宿ロフトプラスワンバンザイ[41]」 - ゲスト出演
- 2020年11月14日　「ゲームマーケット2020秋」 - アテンドコンパニオン

各種企業リポーター、お笑いライブゲストMC等 毎月多数出演

### ライブ
- 2015年8月22日　「ArtistGuild」@新栄・SOUL KITCHEN - ライブ出演 (みやび名義)

　　w/ Depart Mentus / PhoRox / 堀真由加 / 桑山優花 / 唯あみき
- 2015年12月19日　「ArtistGuild」@新栄・SOUL KITCHEN - ライブ出演 (みやび名義)

　　w/ パルプンテ / Yuka / 業－karuma－ / send
- 2016年1月16日　「ArtistGuild ～おじゃが姫みやび誕生祭～おじゃがで君を救いたい～」@新栄・SOUL KITCHEN - ライブ主催 (みやび名義)

　　ｗ/ Yuduki / 純白パプリカ / Yuka
- 2016年2月13日　ミオヤマザキ ツアーファイナル「たった7、800人のライブハウスで歌ってる今の私達が伝えたいこと」@新宿・BLAZE - ライブ出演（ハッピーガール’s）

　　ｗ/ ミオヤマザキ
- 2016年3月13日　「ArtistGuild」@新栄・SOUL KITCHEN - ライブ出演 (みやび名義)

　　ｗ/ MUU / あちゃみ / Omi. / LuNA / Yuduki / 結音
- 2016年4月23日　「SOUND QUEST ～音姫達の集い～」@新栄・SOUL KITCHEN - ライブ出演 (みやび名義)

　　ｗ/ 西村美咲 / 黒根小夏 / 長田六花 / julie / 彩果
- 2016年7月9日　「ArtistGuild　番外編 リーダーはお姫様！？店長みやび編」@新栄・SOUL KITCHEN - ライブ主催

　　ｗ/ Yuduki / 心愛 / obake / THE 1000t's / 颯太 / 黒根小夏 / かぴりこ
- 2018年1月4日　「じゃぱりきゅーぶ 釘町みやび生誕祭@名古屋」@栄・DreamCube - ライブ主催

　　ｗ/ 秋宮ゆめ / 愛華 / Yuka / CHOCOBABY KITAGAWA
- 2019年3月5日　「IDOL POWER STAGE」 @パワーステージAKIBA - ライブ出演 (EdgeTwist)

　　w/ 愛海 / 水無月ななか / 石田流季 / 岡本結奈 / 玉樹凛久 / みそら / アヤメアヤ / 佐々木まゆ / 星乃きらり
- 2019年3月30日　遠堂道哉 ワンマンライブ 「Finally Begin」 @両国・SUNRIZE - ライブ出演 (EdgeTwist)

　　w/ 遠藤道哉 / ばーすと
- 2019年3月31日　「Club INSPIRE」 @六本木・morph-tokyo - ライブ出演 (EdgeTwist)

　　ｗ/ Jump up Joy / NetsuAC / ちょむた。 / 遠藤道哉 / CIYST / じぇら～と☆gelato / Magic//numbeR / Yuki / Slashed Ø / SeeD / N.Stars / Jair / SARII / Soifa / 神保仁美 / Ui / LOPEZ / 武井直紀
- 2019年4月13日　「Sweet Revolution」 @新宿・FNV - ライブ出演 (EdgeTwist)

　　w/ 皆木まこ / 宇佐美ゆめ / ありすてっぷ
- 2019年4月14日　「Sweet Revolution」 @新宿・FNV - ライブ出演 (EdgeTwist)

　　w/ 長沼しずく / まじかる★びたみん / MAESAWA SYSTEM
- 2019年4月28日　「Club INSPIRE」 @六本木・morph-tokyo - ライブ出演 (EdgeTwist)

　　ｗ/ KEN. / WIN=W1N / NetsuAC / ちょむた。 / 遠藤道哉 / Magic//numbeR / じぇら～と☆gelato / N0ViCE / CIYST / N.Stars / A-パレード / Slashed Ø / 名前はまだない(仮) / 鈴水ひかり
- 2019年5月1日　「Sweet Revolution」 @新宿・FNV - ライブ出演 (EdgeTwist)

　　w/ MONO-LOG / 美鬼 / 天河あおい / LAPINAILE
- 2019年5月4日　「Sweet Revolution」 @新宿・FNV - ライブ出演 (EdgeTwist)

　　w/ 津崎真希 / 森乃真琴 / ゼムソンズ
- 2019年5月6日　「Sweet Revolution」 @新宿・FNV - ライブ出演 (EdgeTwist)

　　w/ 辻岡なぎさ / I*BIS / もぐもぐ。 / りか❤るな
- 2019年5月9日　「Girls' Music Revolution Vol.39」 @渋谷・aube - ライブ出演 (EdgeTwist)

　　w/ ≠嘘つきエモーション / 柳瀬悠希 / イオサトミア / 鬼塚真紀 / I＊BIS
- 2019年5月15日　「Girls' Music Revolution Vol.40」 @初台・Door's - ライブ出演 (EdgeTwist)

　　w/ 圧倒的HaRu / 超電波バスターズ / 萌華 / I＊BIS / イオサトミア / キセキレイ / 犬風華迩 / 綾乃梓 / 放課後403ERROR
- 2019年5月26日　「Club INSPIRE」 @六本木・morph-tokyo - ライブ出演 (EdgeTwist)

　　w/ NOViCE / COLOVER / BESTIALITY / じぇら～と☆gelato / NetsuAc / Jump up Joy / 閃光乱華 / ちょむた。 / BESTIALITY / Hello,World / PRIZE-OUT / KEN. / WIN=W1N / 遠藤道哉 / トピアマルピピ少年団
- 2019年5月29日　「SCREW UP vol.126」 @巣鴨・獅子王 - ライブ出演 (EdgeTwist　ラストライブ)

　　w/ 鈴田ねこ / +tic color
- 2019年8月12日　「TENGA PARK 2019[42]」 @江ノ島東浜海水浴場特設ステージ - ライブ出演（FOR-Z.GX　結成ライブ）
- 2019年09月28日　WAbySABI×FOR-Z×Zaluba presents 合同イベント ＠熊谷・WAbySABI - ライブ出演 (FOR-Z.GX)

　　w/ MAICHEL (FOR-Z COSMIC) / ちゃん奈々 (FOR-Z COSMIC) / FUKA / DJ 団長 / DJ RYO / DJ KNIGHT / DJ KIMUCHI / DJ MOTO
- 2019年10月26-27日　シタマチハロウィン2019 - 総合司会、ライブ出演 (FOR-Z.GX)
- 2019年11月24日　「Girl Girl Girl」[43] @名古屋・栄DreamCube - ライブ出演（FOR-Z.GX）

　　ｗ/ 桜空 / 顔面×コンプレックス / 菟狹兎りみ / 甘原いちご / かわせりほ
- 2019年12月4日　「GIRLS POWER LIVESHOT! ～高杉美々羽生誕祭SP～」 @鶯谷・VALLEY✕VALLEY✕TOKYO - ライブ出演 (FOR-Z.GX　改名→めたもるふぉーぜ)

　　w/ asfi / 夏井みく / のーぷらん。 / PLC / Cheering Party / Nurserys / 加藤ありさ / マジカルコネクション / NAGISA / DJ TOMOTOMO
- 2019年12月21日　「GIRLS POWER presents　第4回神田明神アイドル祭り！～神田明神DEクリスマス！SP～」 ＠神田明神内 神田明神祭務所 - らいぶ出演（めたもるふぉーぜ）

　　w/ SEVEN4 / のーぷらん。 / PLC / Cheering Party / アマツソラ / パステル☆ジョーカー / asfi / TsunaGu / 加藤ありさ / Rizumu / 篠宮ゆり / 夏井みく / はづきちーぬめるてぃーぬ / マジカルコネクション / 高橋ありさ / NIJIIRO★サーカス団 / ELECTRIC JERRYFISH～電気クラゲ～ / Nurserys / 桃奈りさこ / 岡田亜美 / 岡ちひろ / 佐伯香織 <SeedS> / ひみつのらぶ点心　など
- 2019年12月2日　「KYOKUGEN vol.7」 @甲府・Feel Rock CAFE YUMURA - ライブ出演 (めたもるふぉーぜ)

　　w/ K-G / MCのんちゃん / PAiK-1 / 赤丸 / THE・ABY$S・LA・WEPON / B_ZERO
- 2019年12月31日-2020年1月1日　「GiRLS POWER COUNTDOWN 2019-2020！ 2020年を一緒に迎えよう！スペシャル！」 @渋谷・DESEO mini with VILLAGE VANGUARD - ライブ出演 (めたもるふぉーぜ)

　　w/ SEVEN4(Ver.C) / のーぷらん。 / PLC / Cheering Party / asfi / 加藤ありさ / 夏井みく / 篠宮ゆり / はづきちーぬめるてぃーぬ / 赤城はるか / Rizumu / もりしょうこ / 千葉奈々希 / 齊藤ある / マジカルコネクション / FiLSPACiA / 楽しいアイドル / NAGISA / Nurserys
- 2020年1月25日　「GIRLS POWER LIVESHOT! ～GOTANDA G5 無銭SP～」@五反田・GOTANDA G5 - ライブ出演 (めたもるふぉーぜ)

　　w/ のーぷらん。 / PLC / マジカルコネクション / 加藤ありさ / 夏井みく / もりしょうこ / 月乃みか / 愛音 / DJ TOMOTOMO　他
- 2020年2月9日　「代々木アイドルミュージアム Vol.48 powered by GiRLS POWER」＠代々木・ミューズモード音楽院- ライブ出演 (めたもるふぉーぜ)

　　w/ 代々木女子音楽院 / NIJIIRO★サーカス団 / SEVEN4 (Ver.C) / ELECTRIC JERRYFISH～電気クラゲ～ / KiREI / のーぷらん。 / PLC / Cheering Party / マジカルコネクション / asfi / ホワイトキャンパスⅢ / 美少女伝説 / れな＆せり (from アイドルキュレーション) / Nurserys / 藤岡まりも / 加藤ありさ / 夏井みく / Rizumu / 藤倉美咲 / すみの＠マジミッシオ☆ / DJ TOMOTOMO　他
- 2020年2月12日　「GIRLS POWER LIVESHOT! ～バレンタインSP～」＠五反田・GOTANDA G5 - ライブ出演 (めたもるふぉーぜ)

　　w/ NIJIIRO★サーカス団 /  のーぷらん。 / PLC / Cheering Party / マジカルコネクション / 加藤ありさ / 夏井みく / 篠宮ゆり / Rizumu / もりしょうこ / 月乃みか / DJ TOMOTOMO　他 - ライブ出演（めたもるふぉーぜ）
- 2020年2月26日　「Girls'Music Revolution Vol.52」＠渋谷・aube - ライブ出演 (めたもるふぉーぜ)

　　w/ -麗-國學院大學 / 紗音都 / 綾乃梓 / 白雪りせ / 七海こなみ
- 2020年3月21日　「GIRLS POWER アイドル祭り～篠宮ゆり生誕前SP～」＠渋谷・DESEO - ライブ出演 (めたもるふぉーぜ)

　　w/ 篠宮ゆり / SEVEN4 (ver.C) / のーぷらん。 / PLC / マジカルコネクション / asfi / 夏井みく / 加藤ありさ 他
- 2020年7月25日　「TIS2020／第1部　円田はるか生誕振替公演」＠秋葉原・ZEST - ライブ出演（めたもるふぉーぜ）

　　w/円田はるか / 茜音愛 / マジカルコネクション / ねがいごと　他
- 2020年8月9日　「Xholic(エクスホリック)主催 蘭ひめ&九十九神琴乃 生誕祭」＠神田明神・EDOCCOスタジオ - ライブ出演（めたもるふぉーぜ）

　　ｗ/オトギノマオイ / asymmetry&PiNSCA / 善木南帆 / 夏井みく / 蘭ひめ / 九十九神琴乃 / マジカルコネクション / あまりりす / CHERIE GIRLS PROJECT / Xholic

### グラビア
- 2017年6月　小学館主催「ミスビジュアルウェブS2017」 - 準グランプリ[44]
- 2017年8月4日　「アサ芸シークレット」 - 撮り下ろしグラビア掲載
- 2018年4月　「ミス湘南2018」 フォトジェニック賞 - 受賞[45]
- 2019年8月12日[46]、9月19日[47]、10月26日[48]、11月16日[49]　夕刊フジ 東京PRメイト（ピアドル）「週間ピアドル通信」 - グラビア掲載
- 2019年9月17日　　「実話ナックルズSPECIAL」2019秋 - 特別グラビア掲載
- 2019年10月16日　「実話ローレンス」2019年12月号 - グラビア掲載
- 2019年10月19日　「パチンコオリジナル必勝法デラックス」12月号 - グラビア掲載
- 2019年10月23日　サンスポ.com 「WEEKDAYはグラドル日記」 - グラビア、インタビュー掲載[50]
- 2019年11月28日　「最新版 流出封印映像MAX Vol.15」 (DIA Collection) - グラビア掲載[51]（ピアドル）
- 2020年2月6日　　「夕刊フジ」 - グラビア掲載（ピアドル）
- 2020年3月6日　　「キスカ」2020年4月号（竹書房） - グラビア掲載
- 2020年3月23日　「週刊ヤングマガジン」2020年03月23日発売号（講談社） - グラビア掲載
- 2020年4月11日　「EX MAX ! Special (エキサイティングマックス・スペシャル)」（ぶんか社） - グラビア掲載
- 2020年9月8日　 「週刊アサヒ芸能 2020年 9/17 号」（徳間書店） - 温泉グラビア掲載
- 2020年9月15日　「東京スポーツ・大阪スポーツ」（東京スポーツ新聞社） - 温泉グラビア掲載
- 2020年9月29日　「東京スポーツ・大阪スポーツ」（東京スポーツ新聞社） - 温泉グラビア掲載
- 2020年9月29日　「週刊アサヒ芸能 2020年 10/08号」（徳間書店） - 温泉グラビア掲載
- 2020年10月2日　「FRIDAY 2020年10/16号」（講談社） - キャンプグラビア掲載
- 2020年10月12日　「週刊大衆 2020年 10/26・11/2合併号」(双葉社) - 温泉グラビア掲載
- 2020年10月13日　「週刊アサヒ芸能 2020年 10/22号」（徳間書店） - 温泉グラビア掲載
- 2020年10月13日　「東京スポーツ・大阪スポーツ」（東京スポーツ新聞社） - 温泉グラビア掲載
- 2020年11月2日　「週刊大衆 2020年 11/16 号」（双葉社） - 温泉グラビア掲載
- 2020年11月2日　「週刊アサヒ芸能 2020年 11/12号」（徳間書店） - 温泉グラビア掲載
- 2020年11月17日　「週刊アサヒ芸能 2020年 11/26号」（徳間書店） - 温泉グラビア掲載
- 2021年1月4日　　「週刊アサヒ芸能 2021年 01/14号」（徳間書店） - 温泉グラビア掲載
- 2021年1月19日　「週刊アサヒ芸能 2021年 01/28号」（徳間書店） - 温泉グラビア掲載

その他雑誌掲載や、撮影会毎月約５～８本出演

### メディア掲載
- 2017年5月24日　「東京Lily」 - インタビュー掲載[52]
- 2017年8月4日　「アサ芸シークレット」 - 撮り下ろしグラビア掲載
- 2018年4月11日　YouMe, Kanatta - kanatta×取材[53]
- 2018年4月18日　THE メディア - インタビュー掲載[54]
- 2019年2月、3月　1st DVD 「僕の彼女は釘町みやび[55]」 - リリースインタビュー掲載[56][57][58]
- 2019年8月12日[46]、9月19日[47]、10月26日[48]、11月16日[49]　夕刊フジ 東京PRメイト（ピアドル）「週間ピアドル通信」 - グラビア掲載
- 2019年9月17日　「実話ナックルズSPECIAL」2019秋 - 特別グラビア掲載
- 2019年10月16日　「実話ローレンス」2019年12月号 - グラビア掲載（ピアドル）
- 2019年10月19日　「パチンコオリジナル必勝法デラックス」 2019年12月号 - 掲載（ピアドル）
- 2019年10月23日　サンスポ.com 「WEEKDAYはグラドル日記」 - グラビア、インタビュー掲載[50]
- 2019年11月28日　「最新版 流出封印映像MAX Vol.15」 (DIA Collection) - グラビア掲載[51]（ピアドル）
- 2020年2月6日 　「夕刊フジ」 - グラビア掲載（ピアドル）
- 2020年2月20日　「日刊大衆」 - 記事掲載（ランク10国）[59]
- 2020年3月6日 　「キスカ」2020年4月号（竹書房） - グラビア掲載
- 2020年3月23日　「週刊ヤングマガジン」2020年03月23日発売号（講談社） - グラビア掲載
- 2020年4月11日　「EX MAX ! Special (エキサイティングマックス・スペシャル)」（ぶんか社） - グラビア掲載
- 2020年9月8日　 「週刊アサヒ芸能 2020年 9/17 号」（徳間書店） - 温泉グラビア掲載
- 2020年9月15日　「東京スポーツ・大阪スポーツ」（東京スポーツ新聞社） - 温泉グラビア掲載
- 2020年9月26日　ラブポップ[60] - 記事掲載
- 2020年9月29日　「東京スポーツ・大阪スポーツ」（東京スポーツ新聞社） - 温泉グラビア掲載
- 2020年9月29日　「週刊アサヒ芸能 2020年 10/08号」（徳間書店） - 温泉グラビア掲載
- 2020年10月2日　「FRIDAY 2020年10/16号」（講談社） - キャンプグラビア掲載
- 2020年10月5日　「東スポWeb」 - 温泉記事掲載[61]
- 2020年10月12日　「週刊大衆 2020年 10/26・11/2合併号」（双葉社） - 温泉グラビア掲載
- 2020年10月13日　「週刊アサヒ芸能 2020年 10/22号」（徳間書店） - 温泉グラビア掲載
- 2020年10月13日　「東京スポーツ・大阪スポーツ」（東京スポーツ新聞社） - 温泉グラビア掲載
- 2020年11月2日　「週刊大衆 2020年 11/16 号」（双葉社） - 温泉グラビア掲載
- 2020年11月2日　「週刊アサヒ芸能 2020年 11/12号」（徳間書店） - 温泉グラビア掲載
- 2020年11月17日　「週刊アサヒ芸能 2020年 11/26号」（徳間書店） - 温泉グラビア掲載
- 2020年12月29日　「夕刊フジ」 - インタビュー記事掲載
- 2021年1月4日　　「週刊アサヒ芸能 2021年 01/14号」（徳間書店） - 温泉グラビア掲載
- 2021年1月19日　「週刊アサヒ芸能 2021年 01/28号」（徳間書店） - 温泉グラビア掲載

### コンテスト
- 2016年4月　ミオヤマザキ×DMM.yell×nanaコラボ アイドルオーディション 「ミオアイドル」 - 2位 「アイドル[62]」メジャーリリース
- 2017年5月　我修院達也監督短編映画 挿入歌オーディション - 優勝
- 2017年6月　小学館主催　ミス「ビジュアルウェブS」2017 - 準グランプリ[44]
- 2017年8月　「アサ芸シークレット」 撮り下ろしグラビアオーディション第3弾[63] - グランプリ
- 2017年11月　ベストメガネコンタクトイメージガール2018 - 準グランプリ
- 2018年5月　初代ミススーパーリアル麻雀イメージガール2018[64] - 就任
- 2018年6月　Snappi編集部主催アパレルモデルオーディション - クルーズ世田谷部門受賞
- 2019年8月13日　マシェバラ×FREEDOMS「FREEDOMS 旗揚げ10周年記念リング 初代ラウンドガール＆記念特別誌面オーディション」 - グランプリ獲得
- 2020年1月30日　「ピアドル争奪バトル」 - 1位受賞

その他ライブ配信アプリ 「MixChannel」にて多数受賞

## 作品

### 映像作品
- 2019年1月31日　1st DVD 「僕の彼女は釘町みやび」 - グラッソ[66] より発売
- 2019年12月13日　「脱がずにイカせる女たちvol.45 釘町みやび」 - ランク10国より発売
- 2019年12月27日　「sexy doll285 釘町みやび」 - ランク10国より発売
- 2020年1月10日　「sexy doll293 釘町みやび」 - ランク10国より発売
- 2020年1月17日　「脱がずにイカせる女たち出張版vol.1 釘町みやび」 - ランク10国より発売
- 2020年2月14日　「sexy doll314 釘町みやび」 - ランク10国より発売
- 2020年2月21日　「sexy doll320 釘町みやび」 - ランク10国より発売
- 2020年3月13日　「脱がずに魅せる女たちvol.1 釘町みやび」 - ランク10国より発売
- 2020年3月13日　「sexy doll337 釘町みやび」 - ランク10国より発売
- 2020年3月20日　「sexy doll345 釘町みやび」 - ランク10国より発売
- 2020年3月27日　「sexy doll348 釘町みやび」 - ランク10国より発売
- 2020年4月17日  「脱がずに魅せる女たちvol14 釘町みやび」 - ランク10国より発売
- 2020年5月1日　「sexy doll374 釘町みやび」 - ランク10国より発売
- 2020年5月22日　「sexy doll388 釘町みやび」 - ランク10国より発売
- 2020年6月12日　「sexy doll398 釘町みやび」 - ランク10国より発売
- 2020年7月3日　「sexy doll412 釘町みやび」 - ランク10国より発売
- 2020年7月10日　「グラドル自撮り動画集～おうちグラビア！～釘町みやび」 - CLASSICAより発売
- 2020年7月17日　「脱がずに魅せる女たちvol.40 釘町みやび」 - ランク10国より発売
- 2020年8月23日　「グラドル自撮り動画集～おうちグラビア！～」 - CLASSICAより発売
- 2020年9月4日　「sexy doll425 釘町みやび」 - ランク10国より発売
- 2020年9月11日　「sexy doll432 釘町みやび」 - ランク10国より発売
- 2020年9月18日　「脱がずに魅せる女たちvol.47 釘町みやび」 - ランク10国より発売
- 2020年9月25日　「sexy doll446 釘町みやび」 - ランク10国より発売
- 2020年10月2日　「脱がずに魅せる女たちvol.52 釘町みやび」 - ランク10国より発売
- 2020年10月9日　「sexy doll462 釘町みやび」 - ランク10国より発売
- 2020年10月16日　「sexy doll464 釘町みやび」 - ランク10国より発売
- 2020年10月23日　「sexy doll473 釘町みやび」 - ランク10国より発売
- 2020年10月30日　「脱がずに魅せる女たちvol.63 釘町みやび」 - ランク10国より発売
- 2020年11月1日　「東京グラビアアイドル図鑑 厳選 セクシー系」 - 東京グラビアアイドル研究会より発売
- 2020年11月1日　「東京グラビアアイドル図鑑 釘町みやび」 - 東京グラビアアイドル研究会より発売
- 2020年11月6日　「sexy doll485 釘町みやび」 - ランク10国より発売
- 2020年11月13日　「脱がずに魅せる女たちvol.68 釘町みやび」 - ランク10国より発売
- 2020年11月20日　「sexy doll494 釘町みやび」 - ランク10国より発売
- 2020年11月27日　「sexy doll505 釘町みやび」 - ランク10国より発売
- 2020年12月1日　「東京グラビアアイドル図鑑 厳選 スレンダー娘」 - 東京グラビアアイドル研究会より発売
- 2020年12月4日　「sexy doll509 釘町みやび」 - ランク10国より発売
- 2020年12月25日　「sexy doll519 釘町みやび」 - ランク10国より発売
- 2021年3月1日　　「東京グラビアアイドル図鑑 釘町みやび2」 - 東京グラビアアイドル研究会より発売
- 2021年4月21日　「NEXUS Girls Cllection vol.4 釘町みやび」 - NEXUSより発売
- 2021年5月1日　　「東京グラビアアイドル図鑑 厳選 コスチューム娘2」 - 東京グラビアアイドル研究会より発売
- 2021年5月1日　　「東京グラビアアイドル図鑑 釘町みやび3」 - 東京グラビアアイドル研究会より発売

### VR
- 2019年7月19日　VRグラビア 「apartment Days! 釘町みやび」 - FANTASTICA[67] より発売
- 2020年10月2日　VR「モテ期の晩餐 イケオジの家でバーベキュー編 柚月彩那/白雪詩織/加藤圭/葉月乃彩/釘町みやび」 - FANTASTICA[67] より発売
- 2020年10月9日　VR「バーチャルダイブ びしょ濡れなオンナ達と大人の雨宿り～雨降るナイトプールから避難した先で君たちは俺に期待させる～柚月彩那/白雪詩織/加藤圭/葉月乃彩/釘町みやび」 - FANTASTICA[67] より発売
- 2020年10月23日　VR 「バーチャルダイブ いつもより煌めいていた夏 釘町みやび/葉月乃彩」 - FANTASTICA[67] より発売
- 2020年10月30日　VR「バーチャルダイブ 田舎に生まれたオトコの特権～ハーレム状態が約束されたイビツな男女比～釘町みやび/柚月彩那/加藤圭」 - FANTASTICA[67] より発売

### シングル
- 2016年2月12日　「アイドル」 - みやび feat.ミオヤマザキ  (Epic Records Japan)

1. アイドル

- 2019年5月7日　「モノクロ / Spiral」 - EdgeTwist (Exceed Wave)

1. モノクロ
2. Spiral
3. Spiral (CULTONES Hardcore Remix)
4. モノクロ(CULTONES Emo&Loud Remix)

- 2020年8月26日　「未来フライト」 - めたもるふぉーぜ（FOR-Z）

1. 未来フライト

- 2020年9月3日　「変身！めたもる☆ふぉーぜ」 - めたもるふぉーぜ（FOR-Z）

1. 変身！めたもる☆ふぉーぜ

## 所属していたユニット
- ハッピーガール’s（ミオアイドル）
- HONEY TRAP
- かぴりこ (釘町みやび × 秋宮ゆめ)
- EdgeTwist（2019年5月29日　解散）
- めたもるふぉーぜ （旧 FOR-Z.GX）